# Старословацкий литературный язык
Старослова́цкий литерату́рный язы́к (словац. staroslovenčina) — вариант чешского литературного языка, дополненный некоторыми фонетическими, морфологическими и словообразовательными словакизмами. Попытка введения старословацкого языка в качестве языка администрации, прессы и школьного обучения в областях Австро-Венгрии, населённых словаками, отмечалась в середине XIX века. Рекомендация по распространению данного языка была дана Я. Колларом в 1850 году.

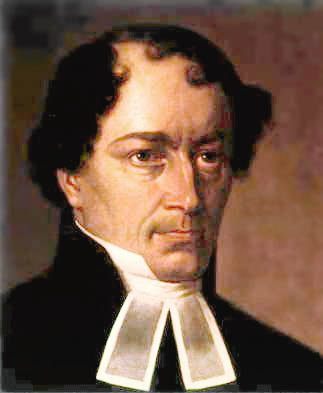
Ян Коллар

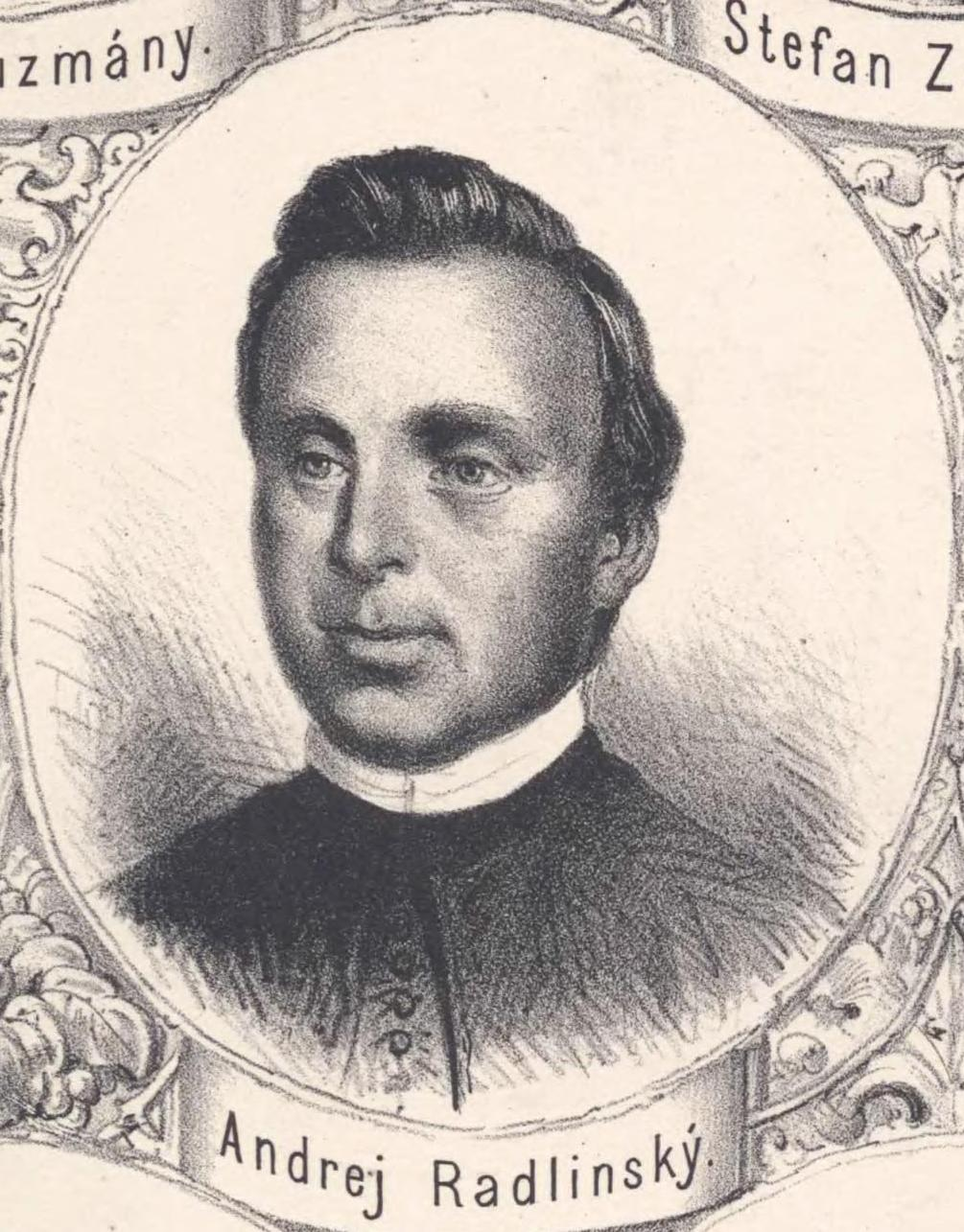
А. Радлинский

Основные особенности старословацкого литературного языка, относящиеся к числу словакизмов:
- наличие гласной ú на месте чешского дифтонга ou: súdce, prúd;
- образование форм превосходной степени с помощью приставки -naj (в чешском — с помощью приставки -nej): najwíce, najpěknější;
- употребление форм существительных на -stwo, -ctwo (при чешских существительных с суффиксами -stwí, -ctwí): biskupstwo, samopanstwo, rozkolníctwo и другие особенности.

Основные правила орфографии и грамматики старословацкого языка сформулированы в учебном пособии А. Радлинского 1850 года «Словацкое правописание с краткой грамматикой».
Сфера употребления старословацкого языка включала публикацию официальной документации, указаний и распоряжений органов администрации, издание газеты и журнала, обучение в нескольких словацких школах и гимназиях.
Старословацкий язык конкурировал с двумя вариантами словацкой литературной нормы, основанными на родной речи словаков — с бернолаковским и штуровским языками. После того, как общесловацким языком была выбрана норма, базирующаяся на штуровщине, старословацкий язык вышел из употребления.
Ранее, в первой половине XIX века Я. Коллар вместе с П. Й. Шафариком, выступавшие за национально-культурное единство чехов и словаков, предпринимали попытки кодифицировать литературный язык на основе чешского языка с элементами словакизмов — так называемый чешско-словацкий литературный язык, или стиль. Нормы этого языка были изложены Я. Колларом в издании «Хрестоматия» 1825 года. Чешско-словацкий вариант литературного языка задумывался авторами как общий язык для чешского и словацкого народов. Использовался он фактически только Я. Колларом и П. Й. Шафариком, его не приняли ни в Чехии, ни в Словакии. В конечном итоге авторы чешско-словацкой языковой нормы вернулись к использованию чешского литературного языка.